# ボッシュ・ボール

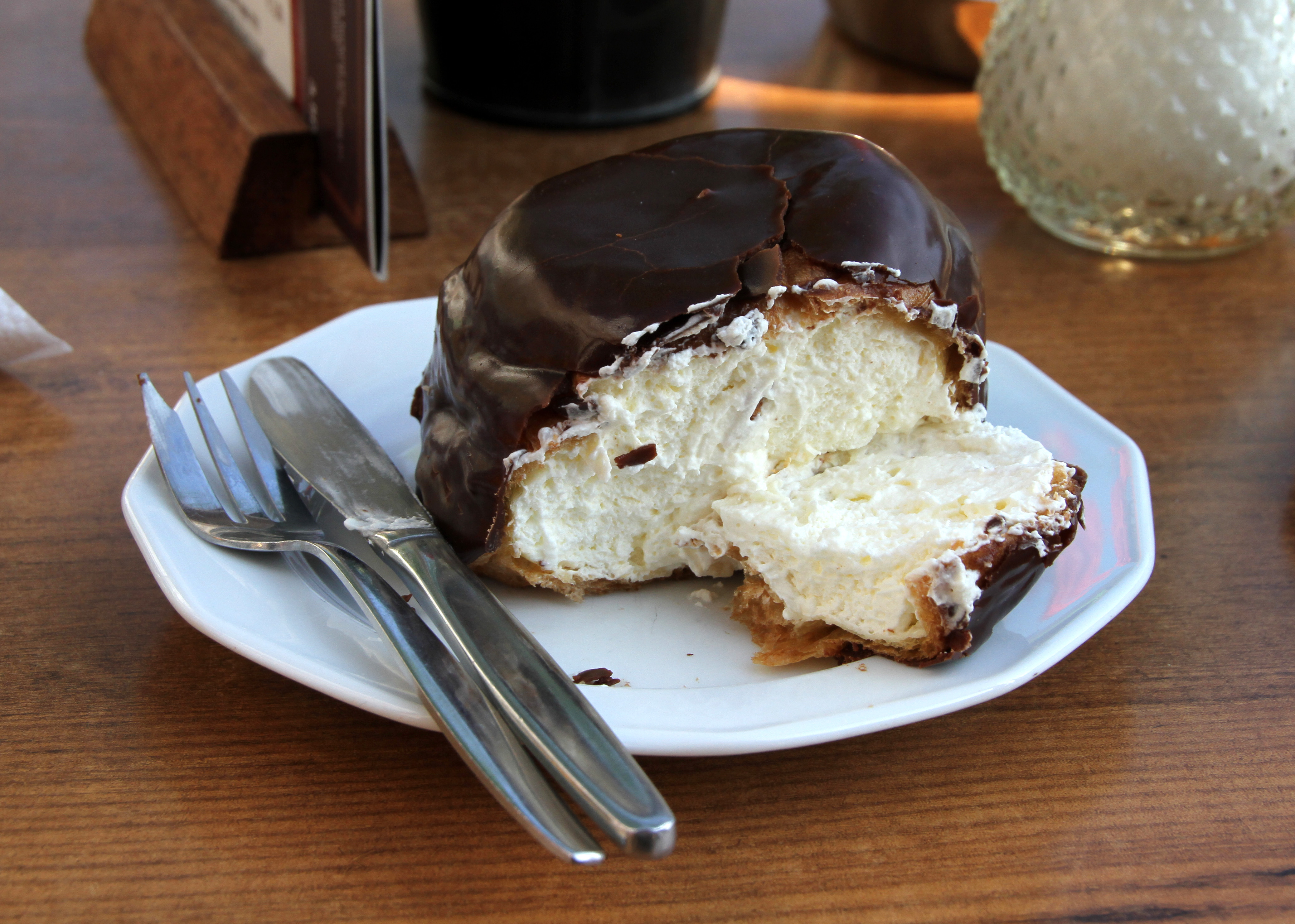
一部カットしたボッシュ・ボール

ボッシュ・ボール（オランダ語: Bossche bol）は、オランダ北ブラバント州デン・ボッシュ（デン・ボス、スヘルトーヘンボス）の名物スイーツ。生クリームのホイップクリームを入れた大きめのシュークリームをチョコレートでコーディングしたものである。
複数形は「ボッシュ・ボールン（Bossche bollen）」となる。

## 概要
「ボール」はボールの意味であり「デン・ボッシュのボール」の意味となる。直径12センチメートル、高さ5センチメートルほどであり、テニスボールを一回り大きくしたような球体状の菓子である。
20世紀初めに考案され、1920年頃には現在の形として定着した。